# Crush (boisson)
Pour les articles homonymes, voir Crush.

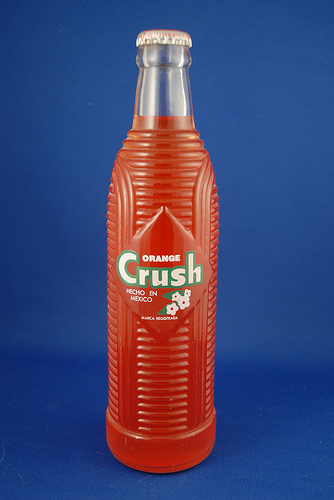
Crush à l'orange

Crush est une boisson gazeuse commercialisée en 1916, aujourd'hui détenue par PepsiCo.

## Historique
Elle n'est pas disponible en Europe, au Mexique et en Australie mais peut par exemple se trouver aux États-Unis et au Canada,.
L'entreprise algérienne Hamoud Boualem avait acquis une licence d'exploitation de la marque Crush jusqu'aux années 1990.
Crush a également été vendue un temps au Maroc.